# 이든 (가수)
이든(1997년 11월 11일 ~)은 대한민국의 가수다. 2017년 싱글 《이불》로 데뷔했다.

## 방송
- 방구석 래퍼 (2022) - Top16(13위)

## 음반
- 이불 (2017)
- 자야지 (2017)
- Dripping (2019)
- Money chord (2019)
- 소소하게 (2020)
- Rhythm maketh Lee Deun (2020)
- Discord (2021)
- 위해 (2022)
- 너를 담을래 (2022)
- 낙하 (2022)
- BE ARC (2023)